# Montigny-en-Ostrevent
Montigny-en-Ostrevent é uma comuna francesa na região administrativa de Altos da França, no departamento do Norte. Estende-se por uma área de 5.42 km². Em 2010 a comuna tinha 4 830 habitantes (densidade: 891,1 hab./km²).